# Tolga Seyhan
Tolga Seyhan (* 17. Januar 1977 in Giresun) ist ein ehemaliger türkischer Fußballspieler.

## Karriere

### Verein
Der Abwehrspieler begann seine Profi-Karriere bei Malatyaspor im Jahr 2001. Im Januar 2004 wechselte er zu Trabzonspor, wo er bis zum Ende der Saison 2004/2005 blieb. Im Juli 2005 wechselte er zu Schachtar Donezk in die Ukraine. Insgesamt bestritt er in der türkischen Süper Lig 27 Spiele für Trabzonspor, schoss dabei ein Tor und bekam viermal eine gelbe Karte. Im UEFA-Cup spielte er insgesamt 8 Spiele und bekam dabei 2 gelbe Karten. Zur Saison 2006/2007 wechselte er auf Leihbasis zu Galatasaray Istanbul. Nach der Saison kehrte er zu Schachtar Donezk zurück. Tolga Seyhan wechselte erneut auf Leihbasis zu Trabzonspor, wo er bereits 2004 spielte. In der Saison 2008/2009 wechselte er zu Kocaelispor und am 20. Januar 2009 zu Hacettepe SK. Nach dem Abstieg der Mannschaft wird er in der kommenden Saison für Gençlerbirliği spielen.
Mit dem Ende seines Vertrages mit dem Zweitligisten Giresunspor zum Sommer 2011 beendete er seine aktive Fußballerlaufbahn.

### Nationalmannschaft
Seyhan bestritt von 2004 bis 2006 insgesamt 14 Länderspiele für die türkische Fußballnationalmannschaft. Dabei schoss er ein Tor und bekam insgesamt 2 gelbe Karten. Zuvor spielte er zweimal für die türkische U-21-Nationalmannschaft und einmal für die zweite Auswahl der türkischen Fußballnationalmannschaft.